# Torneio de Roland Garros de 1989
O Torneio de Roland Garros de 1989 foi um torneio de tênis disputado nas quadras de saibro do Stade Roland Garros, em Paris, na França, entre 29 de maio e 11 de junho. Corresponde à 22ª edição da era aberta e à 88ª de todos os tempos.

## Finais

### Profissional
| Categoria | Evento    | Campeã(s)(o/ões)                         | Vice-campeã(s)(o/ões)                      | Resultado               | Chave(s)  | Chave(s)       |
| --------- | --------- | ---------------------------------------- | ------------------------------------------ | ----------------------- | --------- | -------------- |
| Simples   | Masculino | Michael Chang                            | Stefan Edberg                              | 6–1, 3–6, 4–6, 6–4, 6–2 | principal | qualificatório |
| Simples   | Feminino  | Arantxa Sánchez Vicario                  | Steffi Graf                                | 7–66, 3–6, 7–5          | principal | qualificatório |
| Duplas    | Masculino | Jim Grabb Patrick McEnroe                | Mansour Bahrami Eric Winogradsky           | 6–4, 2–6, 6–4, 7–65     | principal | principal      |
| Duplas    | Feminino  | Larisa Savchenko Neiland Natasha Zvereva | Steffi Graf Gabriela Sabatini              | 6–4, 6–4                | principal | principal      |
| Duplas    | Misto     | Manon Bollegraf Tom Nijssen              | Arantxa Sánchez Vicario Horacio de la Peña | 6–3, 36–7, 6–2          | principal | principal      |

### Juvenil
| Categoria | Evento    | Campeã(s)(o/ões)               | Vice-campeã(s)(o/ões) | Resultado     | Chave(s)  | Chave(s)       |
| --------- | --------- | ------------------------------ | --------------------- | ------------- | --------- | -------------- |
| Simples   | Masculino | Fabrice Santoro                | Jared Palmer          | 6–3, 3–6, 9–7 | principal | qualificatório |
| Simples   | Feminino  | Jennifer Capriati              | Eva Sviglerová        | 6–4, 6–0      | principal | qualificatório |
| Duplas    | Masculino | Johan Anderson Todd Woodbridge |                       |               | principal | principal      |
| Duplas    | Feminino  | Nicole Pratt Wang Shi-ting     |                       |               | principal | principal      |